# Luis Fuertes Fuertes
Luis Fuertes Fuertes (Boisan, actualment part de Lucillo, província de Lleó, 23 d'abril de 1948-15 d'agost de 2018) fou un sindicalista i polític català d'origen lleonès.

## Biografia
Estudià a Astorga i el 1966 marxà a Madrid amb la seva família, on va treballar en una peixateria. El 1967 s'instal·là a Barcelona i començà a treballar a Hispano-Olivetti, on va ser membre de la comissió obrera de la fàbrica. El 1968 s'afilià a la UGT i es dedica juntament amb Josep Veliz i Camilo Rueda a reorganitzar la Federació del Metall de Catalunya a través de contactes amb altres empreses (MACOSA, SEAT, Pegaso, etc.). El 1972 i el 1974 fou suspès d'ocupació i sou dos cops per organitzar vagues.
Va formar part del Comitè Regional de la UGT de Catalunya el 1974, amb Camilo Rueda i Eduardo Montesinos Chuchas. El 20 de juny 1976 va ser elegit com a secretari general de la UGT de Catalunya en l'assemblea de Terrassa, que va significar la refundació de la UGT de Catalunya, fins al febrer del 1982 en què va ser substituït per Josep Valentín i Anton. A les eleccions generals espanyoles de 1977 i 1979 també fou elegit diputat pel PSC-PSOE per la província de Barcelona. En 1982-1983 formà part de la Comissió executiva del Partit dels Socialistes de Catalunya i arribà a conseller nacional del partit.